# Aspuraces de Manzicerta
Aspuraces (em armênio: Ասպուրակես; romaniz.: Aspurakes) ou Aspuraceses de Manzicerta (em grego: Ασπουρακεσης; romaniz.: Aspouraceses; em armênio: Մանազկերտցի; romaniz.: Manazkerts’i) foi católico da Igreja Apostólica Armênia de 381 a 386.

## Vida
Aspuraces pertencia à segunda família eclesial armênia (a primeira sendo de Gregório, o Iluminador), que descendia de Albiano de Manzicerta, e era, de fato, parente de seu antecessor Zaveno de Manzicerta. Tornou-se católico à morte de Zaveno em 381, e ocupou a posição até 386. O trono do católico voltou então em 387 à família dos gregóridas, na pessoa de Isaque I, o Parta, filho de Narses I, o Grande.